# Richard Didier
Pour les articles homonymes, voir Didier.
Richard Didier (né le 23 février 1961 à Chatou) est un haut fonctionnaire français.

## Biographie
Agrégé de géographie et énarque, Richard Didier est d'abord enseignant avant de commencer une carrière de haut fonctionnaire.
Il est nommé administrateur supérieur de Wallis-et-Futuna le 20 juillet 2006, jusqu'au 28 juillet 2008, où il est nommé préfet de la Haute-Loire jusqu'en 2010.
Il est ensuite nommé haut-commissaire de la République en Polynésie française le 23 décembre 2010, remplacé par Jean-Pierre Laflaquière le 1er août 2012.
Il est actuellement directeur de cabinet de Guy Teissier, député et président de la communauté urbaine Marseille Provence Métropole.

## Récompenses et distinctions

### Décorations
- Chevalier de l'ordre national du Mérite Il est fait chevalier le 15 mai 2009[4].
- Chevalier de l'ordre des Palmes académiques
- Médaille de la jeunesse, des sports et de l'engagement associatif, bronze